# Okseo-myeon
Okseo-myeon (koreanska: 옥서면) är en socken i Sydkorea. Den ligger i kommunen Gunsan i provinsen Norra Jeolla, i den sydvästra delen av landet, 190 km söder om huvudstaden Seoul.
I Okseo-myeon ligger den civila flygplatsen Gunsan Airport och flygbasen Kunsan Air Base som tillhör USA:s flygvapen.